# Hans Fromm
Hans Fromm (né le 8 mai 1961 à Munich) est un directeur de la photographie allemand.

## Biographie
Entre 1986 et 1988, Fromm étudie à la Staatliche Fachschule für Optik und Fototechnik à Berlin. Il exerce son métier depuis 1989. En 1999, il commence à enseigner en tant que conférencier à l'Académie allemande du film et de la télévision de Berlin et à l'académie du film du Bade-Wurtemberg.
L'œuvre cinématographique de Hans Fromm appartient à l'école berlinoise. Il collabore à tous les films de Christian Petzold.

## Récompenses et distinctions
- 2003 : Prix Adolf-Grimme pour Dangereuses rencontres

## Filmographie
Cinéma
- 1990 : Chronik des Regens
- 1997 : Not a Lovesong
- 1998 : Der Strand von Trouville
- 2000 : Contrôle d'identité de Christian Petzold
- 2003 : L'Ombre de l'enfant de Christian Petzold
- 2004 : Farland
- 2005 : Fantômes de Christian Petzold
- 2006 : Gefangene
- 2007 : Yella de Christian Petzold
- 2007 : Une avalanche de cadeaux
- 2008 : Jerichow de Christian Petzold
- 2011 : Der Brand
- 2012 : Barbara de Christian Petzold
- 2014 : La Folie en embuscade
- 2014 : Phoenix de Christian Petzold
- 2018 : Transit de Christian Petzold
- 2020 : Ondine de Christian Petzold
- 2023 : Le Ciel rouge (Roter Himmel) de Christian Petzold

Télévision
- 1995 : Pilotinnen
- 1996 : Cuba Libre
- 1998 : Die  Beischlafdiebin
- 2001 : Dangereuses rencontres
- 2008 : Tatort: Erntedank e.V.
- 2009 : Tatort: Borowski und die Sterne
- 2010 : Polizeiruf 110: Zapfenstreich
- 2011 : Dreileben – Etwas Besseres als den Tod
- 2013 : Grenzgang
- 2015 : Polizeiruf 110: Kreise
- 2016 : Polizeiruf 110: Wölfe
- 2018 : Polizeiruf 110 - Tatorte